# Jequitaí
Jequitaí is een gemeente in de Braziliaanse deelstaat Minas Gerais. De gemeente telt 8.117 inwoners (schatting 2009).

## Aangrenzende gemeenten
De gemeente grenst aan Claro dos Poções, Francisco Dumont, Lagoa dos Patos, São João da Lagoa en Várzea da Palma.